# State of Decay 2
State of Decay 2 è un videogioco survival-horror del 2018, sviluppato da Undead Labs e pubblicato da Microsoft Games Studios. Il gioco è stato pubblicato per Microsoft Windows e Xbox One il 22 maggio 2018. Si tratta del sequel di State of Decay (2013).

## Modalità di gioco
State of Decay 2 è un gioco di sopravvivenza di zombie in terza persona. Il gioco è ambientato in un open world dove è possibile giocare in modalità cooperativa con altri tre giocatori. Come per il precedente capitolo, i giocatori dovranno costruire una comunità autosufficiente, gestire le risorse e sopravvivere contro gli zombie.

## Sviluppo e distribuzione
State of Decay 2 è stato sviluppato da Undead Labs e pubblicato da Microsoft Studios. Per lo sviluppo è stato utilizzato il motore grafico Unreal Engine 4. Il gioco è stato annunciato il 13 giugno 2016, all'E3 2016 da parte della conferenza di Microsoft. Il gioco era stato pianificato per essere pubblicato come esclusiva Xbox nel 2017, per Windows 10 e per la console Xbox One. Successivamente, il videogioco fu rinviato alla primavera 2018, all'E3 2017 da parte della conferenza di Microsoft.. State of Decay 2 è stato aggiunto al catalogo di Xbox Play Anywhere, un servizio che offre il cross-play tra Windows 10 e Xbox One.

## Contenuti scaricabili

### Independence
In occasione della festa dell'indipendenza americana, il 4 luglio 2018, Undead Labs ha pubblicato il primo DLC del gioco, intitolato Independence. Sono contenuti nuovi veicoli, armi e fuochi d'artificio incendiari.

### Daybreak
Il 12 settembre 2018 Undead Labs ha pubblicato il secondo DLC del gioco, intitolato Daybreak. Il giocatore veste i panni di un soldato che ha l'obiettivo di proteggere una fortificazione dalle ondate di zombie.

### Zedhunter
Il 16 novembre 2018, è stato pubblicato gratuitamente il terzo DLC del gioco, intitolato Zedhunter, in cui sono presenti nuove armi, tra le quali la balestra, e inoltre è stato aggiornato il gameplay per renderlo più fruibile.

## Accoglienza

### Vendite
Il 25 maggio 2018, Microsoft annunciò che più di un milione di giocatori avevano giocato il gioco dalla sua uscita, mentre il 4 giugno 2018 i giocatori erano saliti fino a 2 milioni. A fine giugno dello stesso anno, il gioco ormai era stato acquistato da 3 milioni di giocatori, questo numero salì fino a 5 milioni ad agosto 2019.

### Riconoscimenti
| Data             | Premio                 | Categoria              | Risultato |
| ---------------- | ---------------------- | ---------------------- | --------- |
| 16 novembre 2018 | Golden Joystick Awards | Gioco dell'anno - Xbox | Candidato |

## Sequel
Il sequel, State of Decay 3, è stato annunciato tramite un teaser trailer durante l'Xbox Games Showcase a luglio 2020, senza una data di pubblicazione.